# سكسونيا السفلى
سكسونيا السفلى أو صَاقِسُ السُّفْلَى أو صكصونيا السفلى (بالألمانية: Niedersachsen نيدر زاكسن) هي ولاية ألمانية (أرض) في ألمانيا الشمالية الغربية. وهي ثاني أكبر الولايات مساحةً، ومساحتها 47.614 كيلومتر مربع (18.384 ميل مربع)، ورابع أكبر الولايات سكانًا (8 ملايين في عام 2021) بين الولايات الستة عشر الاتحادية باسم جمهورية ألمانيا الاتحادية. وفي المناطق الريفية لا يزال يجري التحدث باللغة السكسونية السفلى الشمالية وفريزية سيترلاند، وإن كان ذلك بأعداد متناقصة.
يحد ولاية سكسونيا السفلى (من الشمال وفي اتجاه عقارب الساعة) بحر الشمال وولايات شليسفيغ هولشتاين وهامبورغ ومكلنبورغ فوربومرن وبراندنبورغ وسكسونيا أنهالت وتورينغن وهسن وشمال الراين وستفاليا وهولندا. كما تشكل ولاية بريمن جيبين داخل ولاية سكسونيا السفلى، أحدهما مدينة بريمن والآخر ميناؤها البحري بريمرهافن (وهو شبه حبيس، حيث أن له خطًا ساحليًا). وبالتالي فإن ولاية سكسونيا السفلى لها حدود مع جيران أكثر من أي منطقة بوندزلاند (ولاية فيدرالية) أخرى. وأكبر مدن الولاية هي عاصمتها هانوفر، وبراونشفايغ (برونزويك)، وأولدنبورغ، وأوسنابروك، وفولفسبورغ، وغوتينغن، وزالسغيتر، وهيلدسهايم، وتقع بشكل رئيسي في أجزائها الوسطى والجنوبية، باستثناء أولدنبورغ ولونيبورغ.
سكسونيا السفلى هي الولاية الألمانية الوحيدة التي تشمل المناطق البحرية والجبلية. والمنطقة الشمالية الغربية من الولاية على ساحل بحر الشمال، تسمى شرق فريزيا والجزر الفريزية الشرقية السبعة البحرية تحظى بشعبية لدى السياح. وفي أقصى غرب ولاية سكسونيا السفلى توجد منطقة إيمسلاند، وهي منطقة ناشئة اقتصاديًا ولكنها ذات كثافة سكانية منخفضة، وكانت تهيمن عليها في السابق مستنقعات يتعذر الوصول إليها. والنصف الشمالي من ولاية سكسونيا السفلى، والمعروف أيضًا باسم سهل ألمانيا الشمالي، هو منطقة منبسطة باستثناء التلال المنخفضة المحيطة بأراضي بريمن. ونحو الجنوب والجنوب الغربي تقع الأجزاء الشمالية من المرتفعات الوسطى: مرتفعات فيزر وجبال هارز. وبين هذه التلال تقع تلال ساكسون السفلى، وهي مجموعة من التلال المنخفضة.
المنطقة الواقعة في الشمال الشرقي، هيث لونيبورغ (لونيبورغر هايدي)، هي أكبر منطقة حراجية برية في ألمانيا. في العصور الوسطى كانت مدينة لونيبورغ غنية بفضل استخراج الملح وتجارة الملح. وإلى الشمال يفصل وادي إلبه سكسونيا السفلى عن هامبورغ وشليسفيغ هولشتاين وميكلنبورغ فوربومرن وبراندنبورغ. وتُعرف الضفاف اليسرى لنهر إلبه أسفل هامبورغ باسم ألتيس لاند (الريف القديم). ونظرًا إلى مناخها المحلي اللطيف وتربتها الخصبة فهي أكبر منطقة لزراعة الفاكهة في الولاية، وإنتاجها الرئيسي هو التفاح.
كانت معظم أراضي الولاية جزءًا من مملكة هانوفر التاريخية، واعتمدت ولاية سكسونيا السفلى شعار النبالة ورموزًا أخرى للمملكة السابقة. وقد جرى إنشاؤها من خلال اندماج ولاية هانوفر مع ثلاث ولايات أصغر في 1 نوفمبر عام 1946.

## الجغرافيا

### الموقع
تتمتع ولاية سكسونيا السفلى بحدود طبيعية في الشمال مع بحر الشمال والمجرى السفلي والأوسط لنهر إلبه، على الرغم من أن أجزاء من مدينة هامبورغ تقع جنوب نهر إلبه. أما ولاية ومدينة بريمن عبارة عن جيب محاط بالكامل بولاية سكسونيا السفلى. ومنطقة بريمن/أولدنبورغ الحضرية هي هيئة تعاونية للمنطقة المستحاطة. وإلى الجنوب الشرقي تمر حدود الولاية عبر جبال هارتس المنخفضة التي تشكل جزءًا من المرتفعات الوسطى الألمانية. وينتمي الجزء الشمالي الشرقي والغربي من الولاية إلى سهل ألمانيا الشمالي، والذي يشكل ما يقرب من ثلاثة أرباع مساحة أراضيها، بينما يقع الجنوب في تلال سكسونيا السفلى، بما في ذلك مرتفعات فيزر، ومرتفعات لين، وشومبورغ لاند، وبرونزويك لاند، وأونتريتشسفيلد، وإلم، ولابوالد. وفي الشمال الشرقي من ولاية سكسونيا السفلى توجد منطقة لونيبورغ هيث. وتهيمن التربة الرملية الفقيرة على التلال المنخفضة، بينما توجد في وسط الشرق والجنوب الشرقي في منطقة لوس بوردي تربة منتجة ذات خصوبة طبيعية عالية. وفي ظل هذه الظروف - مع التربة الطفالية والرملية - تكون الأرض متطورة زراعيًا. وفي الغرب تقع مقاطعة بينثيم، وأوسنابروك لاند، وإيمسلاند، وأولدنبورغ لاند، وأميرلاند، وأولدنبورغ مونسترلاند، وعلى الساحل شرق فريزيا.
تهيمن على الولاية عدة أنهار كبيرة تتدفق نحو الشمال، بما في ذلك نهر إمس، وفيزر، وألر، وإلبه.
أعلى نقطة في ولاية سكسونيا السفلى هي فورمبيرغ (971 مترًا أو 3186 قدمًا) في منطقة هارتس. وتوجد معظم التلال والجبال المهمة في الجزء الجنوبي الشرقي من الولاية. أما أدنى نقطة في الولاية على انخفاض نحو 2.5 متر أو 8 أقدام وبوصتين تحت مستوى سطح البحر، هي منخفض بالقرب من فريبزوم في شرق فريزيا.
يتركز اقتصاد الولاية وسكانها وبنيتها التحتية في مدن وبلدات: هانوفر، وشتاتهاغن، وكيلي، وبراونشفايغ، وفولفسبورغ، وهيلدسهايم، وزالسغيتر. وتشكل مع غوتينغن في جنوب سكسونيا السفلى قلب منطقة هانوفر-براونشفايغ-غوتينغن-فولفسبورغ الحضرية.

## التقسيم السياسي وأهم المدن
تقسم الولاية إلى 38 دائرة قروية و 8 دوائر مدنية.
هانوفر العاصمة هي أكبر المدن (515,948 نسمة في عام 2004). أكبر وأهم المدن الأخرى في الولاية: براونشفايغ، أوسنابروك، غوتنغن، هيلدسهايم، أولدنبورغ، فيلهيلمسهافن، فولفسبورغ، كوكسهافن، تسيليه، سالزغيتر، أولسن، إمدن، شتاده ولونيبورغ من المدن الرئيسية فيها.

## الاقتصاد والبنية التحتية
مصانع فولكسفاغن تتخذ من فولفسبورغ مقراً لها. أهم الصناعات الأخرى هي صناعة الحديد والصلب. تملك الولاية أيضاً ثروة زراعية مهمة، أهم المحاصيل هي الحبوب والخضراوات. السياحة تزدهر في مناطق الساحل ولونيبورغرهايده (Lüneburger Heide) ، حيث الوديان الخضراء الجميلة أنواع فريدة من النباتات الجميلة ، للتنزه خصوصا في شهري أغسطس وسبتمبر.
تنظم عشرات المعارض الدولية سنوياً في مدينة هانوفر، أشهرها معرض سيبت (Cebit) أكبر معرض كومبيوتر واتصالات بالعالم.
تمتلك الولاية شبكة طرق وقطارات حديثة. مطار هانوفر الدولي هو أكبر مطار فيها وموانئ فيلهلمسهافن وكوكسهافن أهمها.

## التعليم والثقافة
جامعات هانوفر، هانوفر التقنية، غوتنغن وبراونشفايغ هي أحد أشهر جامعات المقاطعة.
حدائق هيرين هاوزن هي حدائق باروكية فريدة من نوعها.

## معرض الصور

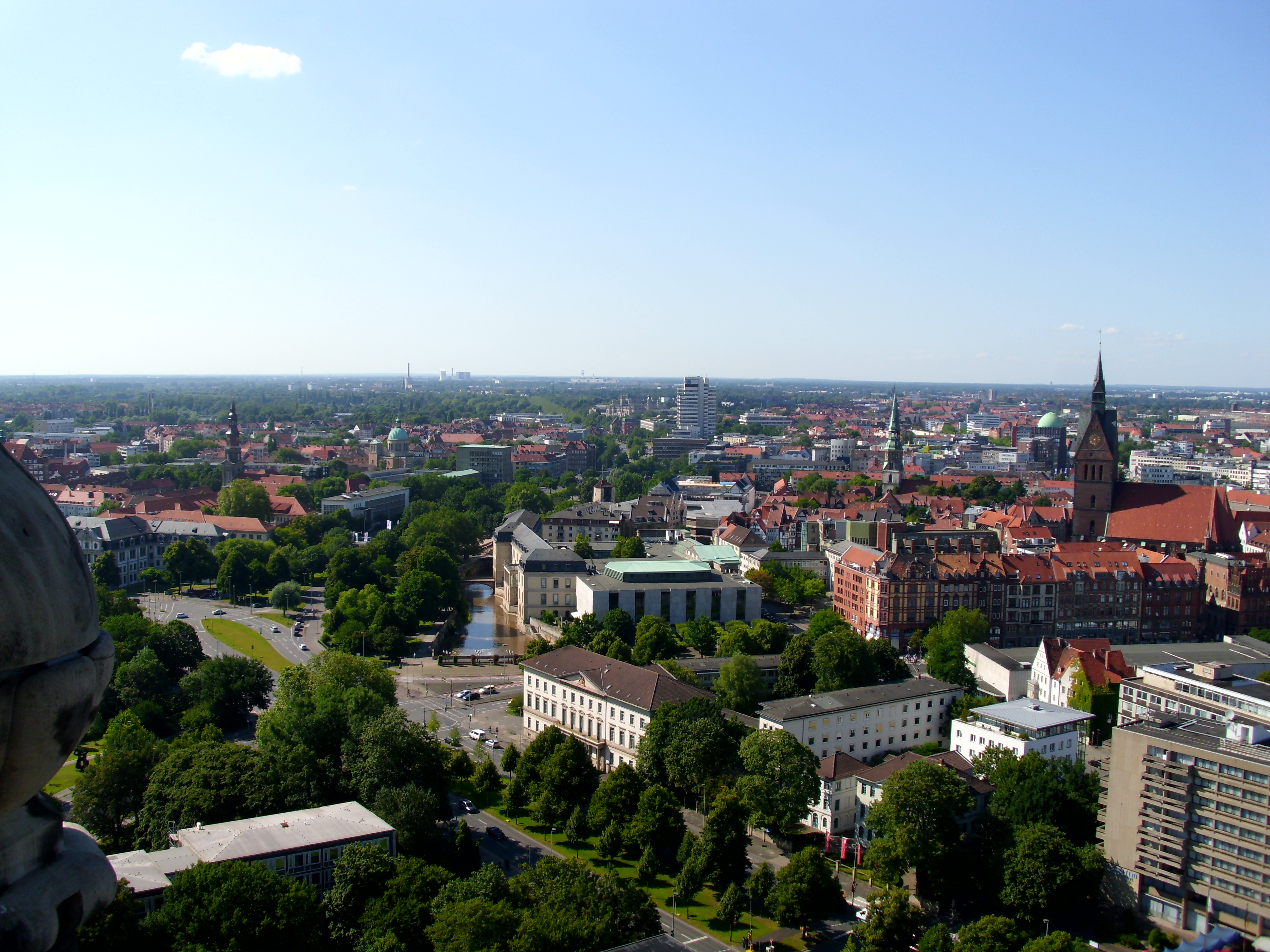
Hannover

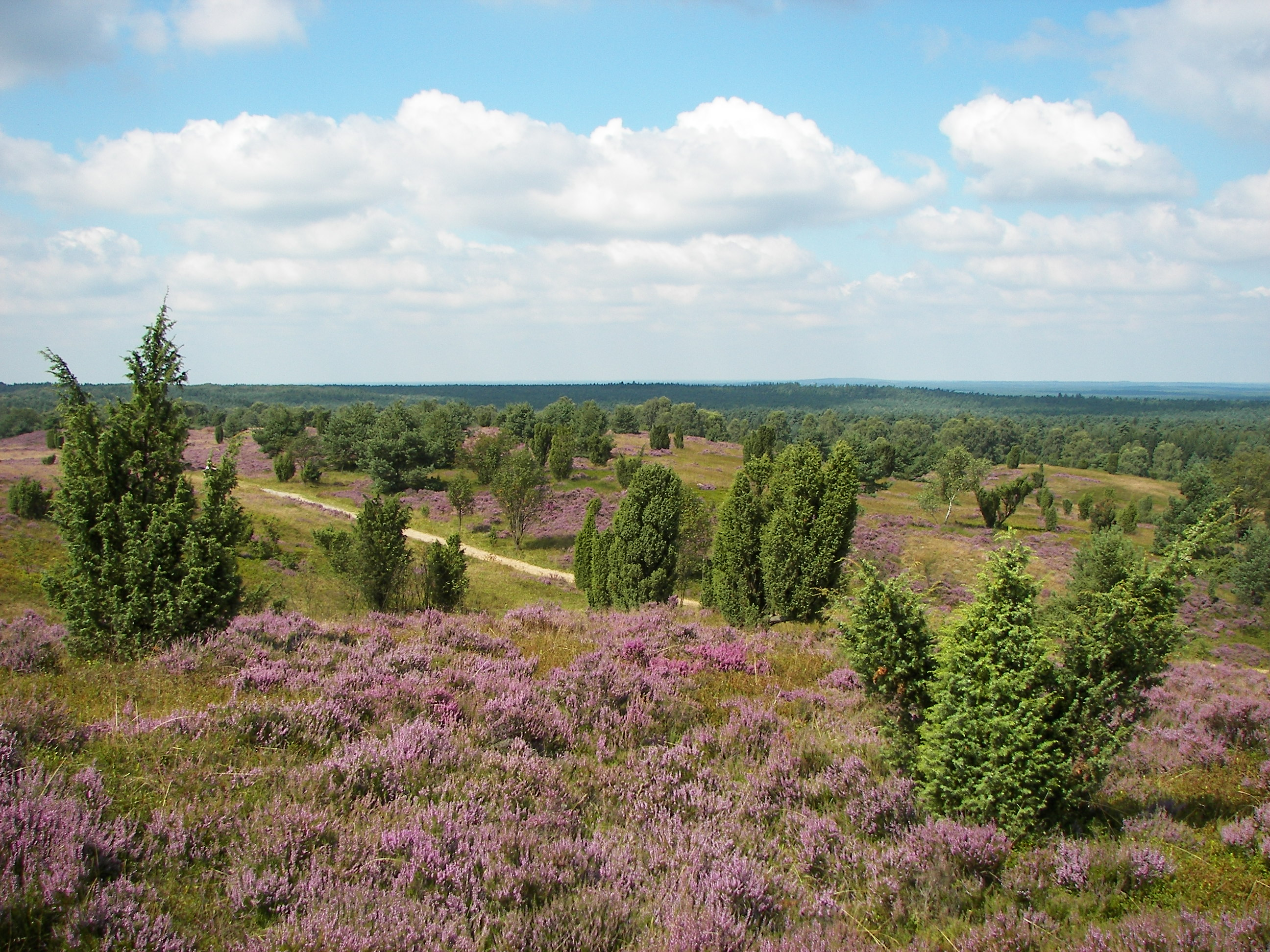
Lüneburger Heide

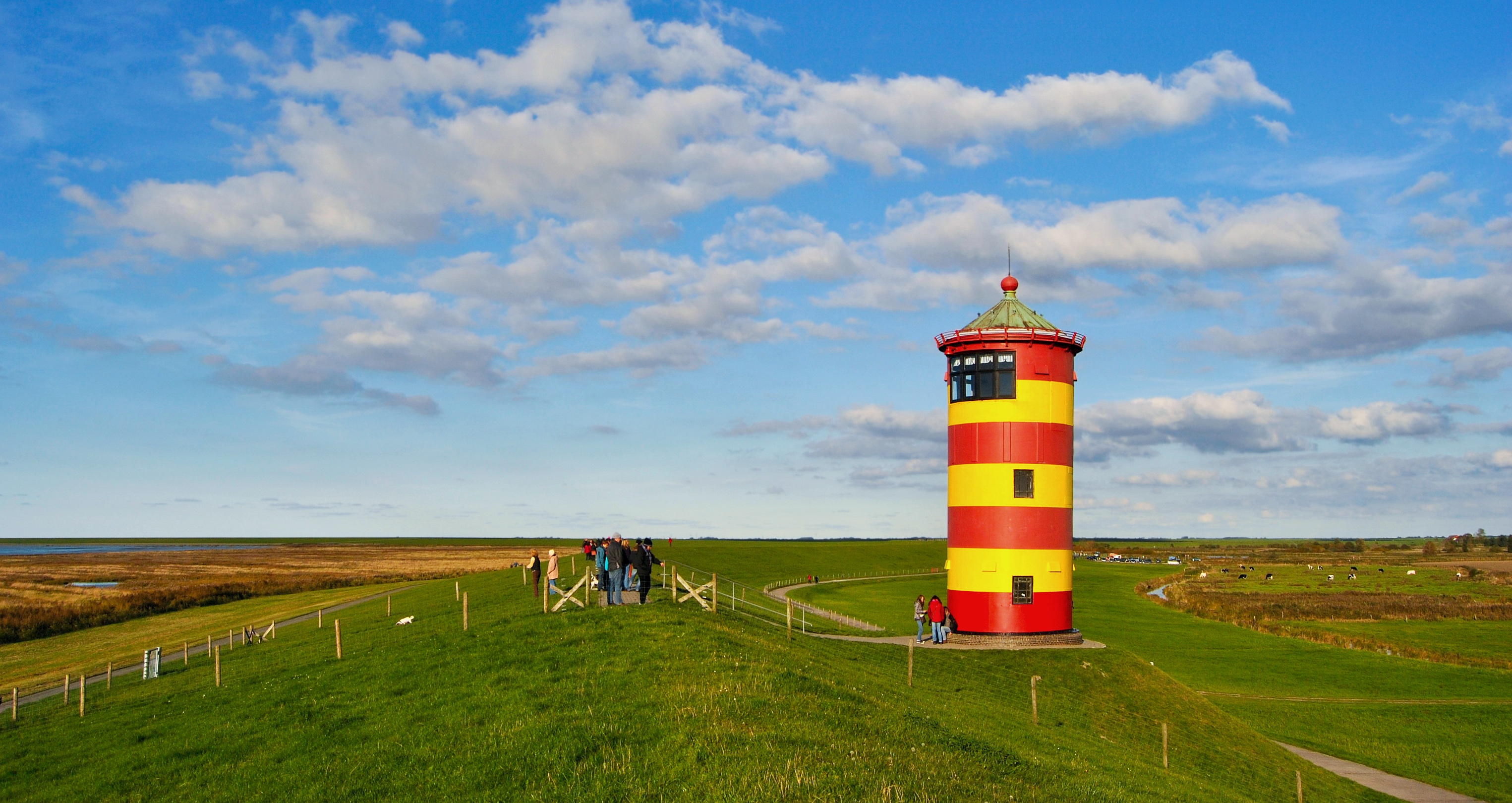
Ostfriesische Küste

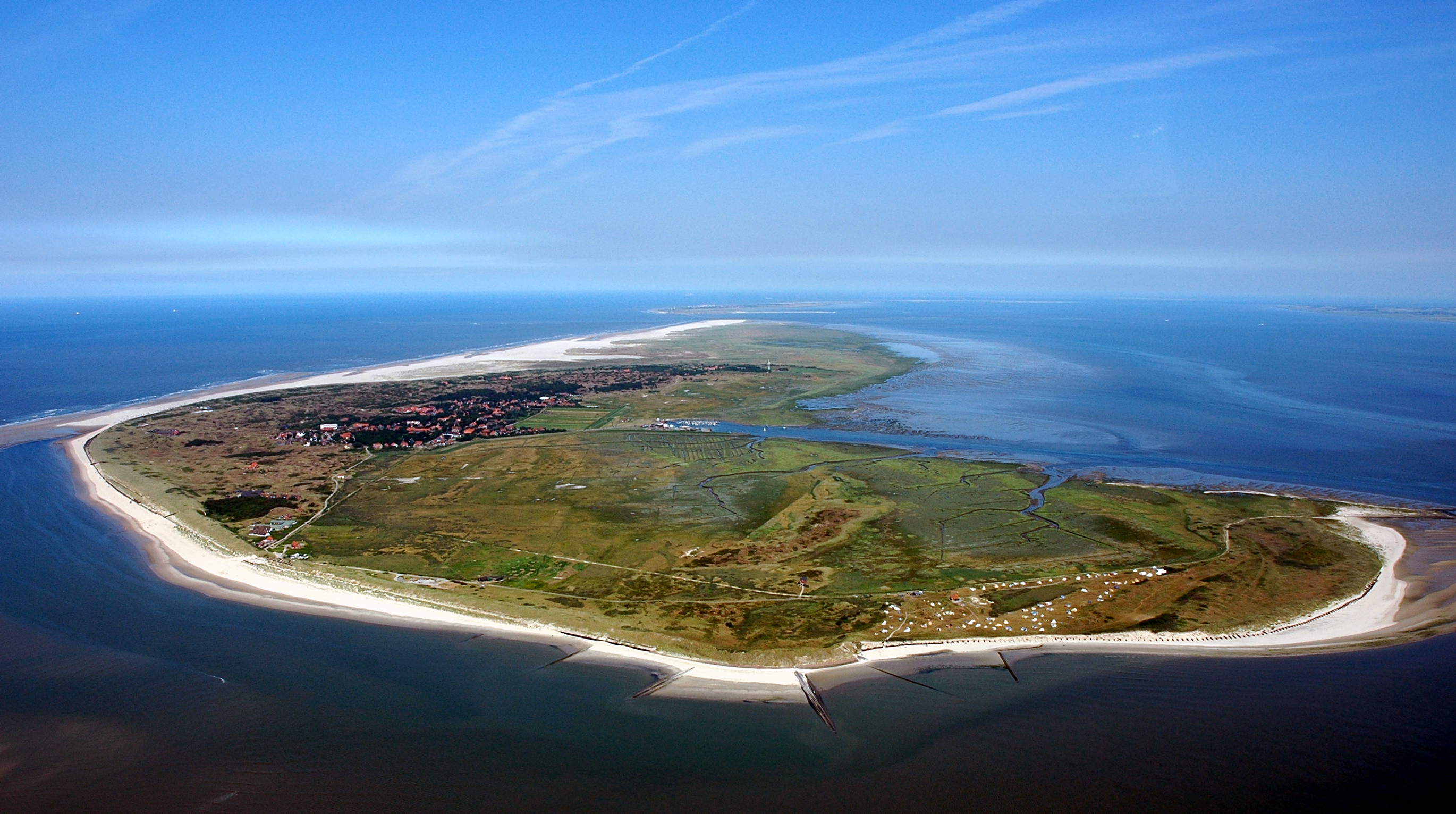
Ostfriesische Inseln

## مواقع إلكترونية
موقع سكسونيا السفلى الرسمي: 

## اقرأ أيضا
- هانوفر
- غوسلار
- غوتينغن